# Tomorrow (The Bear)
"Tomorrow" es el primer episodio de la tercera temporada de la comedia dramática televisiva estadounidense The Bear. Es el episodio número 19 de la serie y fue escrito por el creador de la serie Christopher Storer a partir de una historia que coescribió con el miembro del elenco Matty Matheson y dirigida por Storer. Fue lanzado en Hulu el 26 de junio de 2024, junto con el resto de la temporada.
La serie sigue a Carmen "Carmy" Berzatto, un galardonado chef de cocina de la ciudad de Nueva York, que regresa a su ciudad natal de Chicago para dirigir la fallida tienda de sándwiches de carne italiana de su difunto hermano Michael. En este episodio, Carmy recuerda sus experiencias pasadas en otros restaurantes mientras intenta avanzar con la estructura del nuevo restaurante.

## Trama

### Flashbacks
Carmy (Jeremy Allen White) pasa años trabajando para chefs de renombre en varios restaurantes. Primero trabaja en The French Laundry, luego regresa a Chicago para trabajar para la chef Terry (Olivia Colman) junto a Luca (Will Poulter) en Ever, donde finalmente asciende al puesto de CDC. Impresionada por su talento y dedicación, la chef Terry lo envía a Copenhague para trabajar en Noma con René Redzepi, una experiencia que aprecia. 
Carmy regresa a casa desde Copenhague para Navidad, pero después de presenciar una tumultuosa cena familiar , acepta la oferta de su prima Michelle de mudarse a la ciudad de Nueva York para seguir su carrera, donde se queda con ella y su novio Stevie (John Mulaney). En Nueva York, Carmy trabaja primero para Daniel Boulud en Daniel, y luego para David Fields en Empire, este último critica y reprende duramente a Carmy por sus errores mientras le inculca el principio de "resta": usar la menor cantidad de ingredientes posible. Carmy elabora un plato de hamachi con salsa de naranja roja y guarnición; Fields le pide que cambie la naranja sanguina por hinojo para ejercer su dominio sobre el plato, pero Carmy discretamente sustituye un plato por la naranja sanguina, que se sirve a Sydney (Ayo Edebiri).
Mientras Carmy está en Empire, Natalie (Abby Elliott) lo llama para informarle que Mikey (Jon Bernthal) se ha suicidado. La noticia lo paraliza de tal forma que, mientras la familia y amigos asiste al funeral, Carmy no se atreve a entrar a la iglesia y se queda en su auto. También entra en un conflicto con Richie (Ebon Moss-Bachrach) cuando Mikey le da a Carmy la propiedad de The Beef.

### En la actualidad
Después de ser liberado del frigorífico,  Carmy se disculpa con Sydney por haberla abandonado durante la apertura suave. Más tarde le deja un mensaje a Richie disculpándose por su diatriba mientras estaba atrapado en el refrigerador. Marcus (Lionel Boyce) queda devastado al descubrir que su madre ha fallecido y Sydney le deja un mensaje ofreciéndole el pésame. 
Al día siguiente, Carmy llega temprano a The Bear. Sintetizando sus experiencias laborales pasadas, prepara un nuevo conjunto de platos para el menú y crea una lista de "no negociables" que el restaurante debe seguir, para que pueda funcionar con los más altos estándares.

## Producción

### Desarrollo
En mayo de 2024, Hulu confirmó que el primer episodio de la temporada se titularía "Tomorrow" y sería escrito por el creador de la serie Christopher Storer a partir de una historia que coescribió con el miembro del elenco Matty Matheson y dirigida por Storer.  Fue el octavo crédito de escritura de Storer, el primer crédito de escritura de Matheson y el decimotercer crédito de dirección de Storer. 

### Escritura
Sobre la estructura del episodio, Jeremy Allen White dijo: "Se sintió muy fresco y nuevo. Se sintió muy emocionante en su estructura y estilo. Se sintió diferente, al mismo tiempo que estaba en el centro del mismo tono que el programa".
Con respecto a la conversación entre Carmy y Sugar, White explicó: "Muy a menudo, Sugar hace esta cosa hermosa en la que realmente se acerca a Carmy. Y él se siente incapaz de acercarse o aceptar de alguna manera. Yo pienso en esa escena, en Carm, simplemente sintió que tenía que irse, que ya no quedaba nada para él en este lugar".

### Música
Todo el episodio está ambientado con la misma pieza musical, "Together", compuesta por Trent Reznor y Atticus Ross como parte del álbum de Nine Inch Nails, Ghosts V: Together. 

## Lanzamiento
El episodio, junto con el resto de la temporada, se estrenó el 26 de junio de 2024 en Hulu.  Originalmente, la temporada estaba programada para estrenarse el 27 de junio. 

## Recepción
Alan Sepinwall de Rolling Stone escribió: "El estreno de 'Tomorrow' es el tipo de cosas que sólo un programa de este amado puede salirse con la suya. Aunque nos ofrece destellos de Carmy y los demás inmediatamente después de la apertura suave, es menos interesado en su día epónimo que en todos los ayeres de Carmy Berzatto [...] Hay diálogo aquí y allá, pero todo es esencialmente un poema sinfónico, que trabaja para meternos dentro de la cabeza de nuestro héroe incluso más de lo habitual [. ..] Es un bonito adorno para la mesa para la temporada".
Marah Eakin de Vulture le dio al episodio una calificación de 4 estrellas sobre 5 y escribió: "Carmy no puede controlar todo eso por mucho que lo intente, incluso después de innumerables horas difíciles trabajando en cocinas de todo el mundo. Sin embargo, si sabemos algo sobre The Bear, nada de eso impedirá que Carmy se presione inmensamente para evitarlo de alguna manera".  Matt Singer de Screen Crush escribió: "Aunque no es el episodio más convencionalmente satisfactorio de The Bear, me preguntaba si "Tomorrow" pretendía sugerir que la temporada 3 en su conjunto se estructurará como un menú de degustación largo. En cuyo caso este episodio podría verse como el equivalente de un chef preparándose para el trabajo reuniendo sus ingredientes. Una vez aclarado esto, ahora pueden comenzar a subir la temperatura". 
AJ Daulerio de Decider escribió: "Lleno de paseos tranquilos, cuidados cuidados de las plantas, acogedoras casas flotantes, estaciones de trabajo relucientes y masa inspiradora a cargo de un estoico pastelero llamado Luca, este episodio demostró que a los personajes (y a la audiencia) se les permite respirar cada de vez en cuando".  Josh Rosenberg de Esquire escribió: "The Bear todavía se pregunta qué parte del proceso artístico trae felicidad: ¿el trabajo o la recompensa? ¿Es egoísta querer disfrutar también de la experiencia, o es ese egocentrismo lo que ¿Te lleva a ponerte anteojeras en busca de la gloria? No puedo prometer que Carm encontrará una respuesta al final de la temporada 3. 
En una reseña menos positiva, Jenna Scherer de The AV Club le dio al episodio una calificación de "B–" y escribió: "'Tomorrow' en sí es un plato extraño, que combina ingredientes que no combinan del todo. Aunque a veces se siente como un viaje de ensueño (y de pesadilla) a través de la psique de Carmy, a menudo aterriza con todo el ingenio de un programa de clips, haciendo que lo que debería ser un estreno de temporada ambientado en el escenario parezca un episodio de relleno. Quizás Storer podría seguir su propio consejo: restar".